# Džini Beg
A Džini Beg hegycsúcs a Šar-hegység egyik csúcsa 2610 méteres tengerszint feletti magassággal. A hegycsúcs Észak-Macedónia és Koszovó határán található. A Džini Beg hegycsúcs oldalait teljes egészében rövid fű borítja. A hegycsúcstól jóval délebbre található a Dinivodno-tó. 

## Fordítás
- Ez a szócikk részben vagy egészben  a   Džini Beg című angol Wikipédia-szócikk ezen változatának fordításán alapul.  Az eredeti cikk szerkesztőit annak laptörténete sorolja fel. Ez a jelzés csupán a megfogalmazás eredetét és a szerzői jogokat jelzi, nem szolgál a cikkben szereplő információk forrásmegjelöléseként.